# 郭涼
郭 涼（かく りょう、生没年不詳）は、中国の新代から後漢時代初期にかけての武将、政治家。字は公文。幽州右北平郡の人。『後漢書』では立伝されていないが、後漢草創期の功臣の1人である。

## 事跡
| 姓名           | 郭涼                                    |
| 時代           | 新代 - 後漢時代                         |
| 生没年         | 〔不詳〕                                |
| 字・別号       | 公文（字）                              |
| 本貫・出身地等 | 幽州右北平郡                            |
| 職官           | 兵曹掾〔劉秀（後漢）〕→雁門太守〔後漢〕 |
| 爵位・号等     | 広武侯〔後漢〕                          |
| 陣営・所属等   | 劉秀（光武帝）                          |
| 家族・一族     | 〔不詳〕                                |

身長8尺、気力は盛んであった。武将ではあるが、経書に通じて智略も多く、辺境の事務に明るかったため、北方では有名な人物であった。
最初は、幽州牧朱浮に招聘され、兵曹掾として任用された。その後、薊で反乱を起こした彭寵の討伐に功績があり、広武侯に封じられている。
その後は雁門太守に遷り、建武9年（33年）、驃騎大将軍杜茂と共に繁畤（雁門郡）で盧芳の部将尹由を攻撃したが、盧芳が賈覧率いる匈奴（胡）騎兵を差し向けてきたため、敗退した。その後は守りを固めて盧芳軍の内部分裂を待った。
建武12年（36年）、盧芳が雲中郡攻略に失敗すると、尹由に将帥に任じられて平城（雁門郡）を守備していた雁門の人である賈丹・霍匡・解勝らが、尹由を殺害して郭涼に降伏してきた。郭涼はその事情を光武帝に報告したところ、賈丹らは列侯に封じられた。その後、盧芳側の城邑は次々と降伏し、郭涼は雁門の豪族・郇氏を誅滅したが、その他の一般民衆は保護し、雁門郡を平定した。これも原因となり、盧芳は匈奴の地へ逃走した。光武帝は、この功績から、郭涼の子を中郎として抜擢し、左右の宿衛を担当させた。
以後、郭涼に関する記述は、史書に登場しない。